# 马谢扎勒
马谢扎勒（法語：Machézal，法語發音：[maʃezal]）是法国卢瓦尔省的一个市镇，位于该省东部，属于罗阿讷区。

## 地理
马谢扎勒（45°55'17"N, 4°18'9"E）面积13.88 平方千米，位于法国奥弗涅-罗讷-阿尔卑斯大区卢瓦尔省，该省份为法国中南部省份，北起顺时针与索恩-卢瓦尔省、罗讷省、伊泽尔省、阿尔代什省、上盧瓦爾省、多姆山省和阿列省接壤。
与马谢扎勒接壤的市镇（或旧市镇、城区）包括：昂普勒皮、莱索瓦日、希拉西蒙、富尔诺、圣西尔德瓦洛日、茹村。

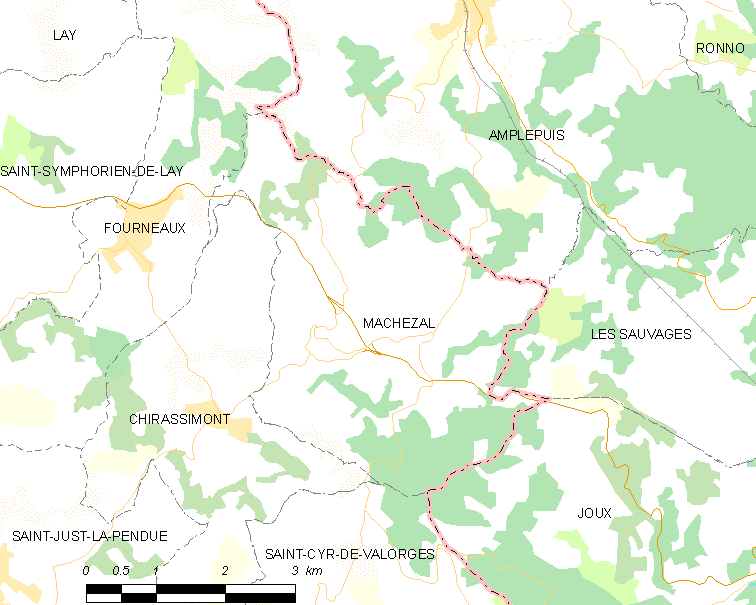
马谢扎勒的OSM定位图

马谢扎勒的时区为UTC+01:00、UTC+02:00（夏令时）。

## 行政
马谢扎勒的邮政编码为42114，INSEE市镇编码为42128。

## 政治
马谢扎勒所属的省级选区为勒科托县。

## 人口

1962-2008年间马谢扎勒人口变化图示

马谢扎勒于2022年1月1日时的人口数量为401人。

## 交通
法国国道N7线和卢瓦尔省省道D5线、D64线在境内交汇。